# Marie Fegue
Marie Josèphe Fegue (sinh ngày 28 tháng 5 năm 1991) là một vận động viên cử tạ người Cameroon. Cô đã tham gia cuộc thi 69 kg nữ tại Đại hội Thể thao Khối thịnh vượng chung 2014, nơi cô giành được huy chương vàng. Cô thi đấu tại giải vô địch thế giới, gần đây nhất là Giải vô địch cử tạ thế giới năm 2010.

## Kết quả chính
| Năm                   | Địa điểm                            | Cân nặng              | Giật giật (kg)        | Giật giật (kg)        | Giật giật (kg)        | Giật giật (kg)        | Sạch & Jerk (kg)      | Sạch & Jerk (kg)      | Sạch & Jerk (kg)      | Sạch & Jerk (kg)      | Toàn bộ               | Cấp                   |
| Năm                   | Địa điểm                            | Cân nặng              | 1                     | 2                     | 3                     | Cấp                   | 1                     | 2                     | 3                     | Cấp                   | Toàn bộ               | Cấp                   |
| Giải vô địch thế giới | Giải vô địch thế giới               | Giải vô địch thế giới | Giải vô địch thế giới | Giải vô địch thế giới | Giải vô địch thế giới | Giải vô địch thế giới | Giải vô địch thế giới | Giải vô địch thế giới | Giải vô địch thế giới | Giải vô địch thế giới | Giải vô địch thế giới | Giải vô địch thế giới |
| --------------------- | ----------------------------------- | --------------------- | --------------------- | --------------------- | --------------------- | --------------------- | --------------------- | --------------------- | --------------------- | --------------------- | --------------------- | --------------------- |
| 2010                  | liên_kết=\|viền Antalya, Thổ Nhĩ Kỳ | 63 kg                 | 80                    | 85                    | 90                    | ---                   | 100                   | 105                   | 110                   | ---                   | 0                     | ---                   |
| 2009                  | liên_kết=\|viền Goyang, Hàn Quốc    | 63 kg                 | 80                    | 80                    | 82                    | ---                   | 95                    | 100                   | 102                   | 21                    | 0                     | ---                   |